# Martin O'Neill
Martin O'Neill (Kilrea (Noord-Ierland), 1 maart 1952) is een voormalig Noord-Iers betaald voetballer die het grootste deel van zijn actieve carrière bij Nottingham Forest doorbracht, alwaar hij de grote successen eind jaren zeventig en begin jaren tachtig meemaakte. Hij werd landskampioen bij Nottingham Forest en won tweemaal de Europacup I in 1979 en 1980. Ook werd in 1979 de Europese Supercup gewonnen.

## Interlandcarrière
O'Neill speelde 64 interlands (negen doelpunten) voor Noord-Ierland. Hij maakte zijn debuut voor de nationale ploeg op 13 oktober 1971 in de EK-kwalificatiewedstrijd tegen de Sovjet-Unie (1-1), toen hij na 65 minuten inviel voor Bryan Hamilton. Zijn 64ste en laatste interland speelde hij op 14 november 1984 in de WK-kwalificatiewedstrijd tegen Finland (2-1). O'Neill nam met Noord-Ierland deel aan het WK voetbal 1982 in Spanje.

## Trainerscarrière
Na zijn actieve carrière in 1987 werd hij actief als trainer, coach en/of technisch manager. Hij bracht zodoende Leicester City in 1997 en 2000 naar de Premier League en werd meermaals Schots landskampioen met Celtic. Op 9 augustus 2010 stapte O'Neill zonder - openbare - opgaaf van reden na vijf jaar dienst op als manager van Aston Villa.
In december 2011 werd hij aangesteld als manager van Sunderland. Eind maart 2013 werd hij ontslagen. Eind 2013 trad hij aan als bondscoach van Ierland, als opvolger van de Italiaan Giovanni Trapattoni. O'Neill begon met een 3-0 overwinning in het oefenduel tegen Letland op 15 november, vier dagen later gevolgd door een 0-0 gelijkspel in Poznań tegen Polen. In november 2015 kwalificeerde O'Neill zich met Ierland voor het Europees kampioenschap 2016 in Frankrijk door Bosnië en Herzegovina in de play-offs te verslaan. Ierland werd bij dat toernooi in de achtste finale uitgeschakeld door gastland Frankrijk na twee doelpunten van Antoine Griezmann.
Op 23 januari 2018 verlengde O'Neill zijn contract als bondscoach van de Ierse nationale ploeg, waar hij bijtekende tot en met 2020. Ook zijn assistent Roy Keane bleef, ondanks het feit dat de Ieren zich onder leiding van O'Neill en Keane niet hadden weten te plaatsen voor het WK voetbal 2018 in Rusland. In de play-offs verloor het team van Denemarken.
| Interlands Ierland onder leiding van Martin O'Neill | Interlands Ierland onder leiding van Martin O'Neill | Interlands Ierland onder leiding van Martin O'Neill | Interlands Ierland onder leiding van Martin O'Neill | Interlands Ierland onder leiding van Martin O'Neill | Interlands Ierland onder leiding van Martin O'Neill |
| №                                                   | Datum                                               | Thuisploeg                                          | Uitslag                                             | Uitploeg                                            | Competitie                                          |
| --------------------------------------------------- | --------------------------------------------------- | --------------------------------------------------- | --------------------------------------------------- | --------------------------------------------------- | --------------------------------------------------- |
| 1                                                   | 15.11.2013                                          | Ierland                                             | 3 − 0                                               | Letland                                             | Vriendschappelijk                                   |
| 2                                                   | 19.11.2013                                          | Polen                                               | 0 − 0                                               | Ierland                                             | Vriendschappelijk                                   |
| 3                                                   | 05.03.2014                                          | Ierland                                             | 1 − 2                                               | Servië                                              | Vriendschappelijk                                   |
| 4                                                   | 25.05.2014                                          | Ierland                                             | 1 − 2                                               | Turkije                                             | Vriendschappelijk                                   |
| 5                                                   | 31.05.2014                                          | Italië                                              | 0 − 0                                               | Ierland                                             | Vriendschappelijk                                   |
| 6                                                   | 06.06.2014                                          | Costa Rica                                          | 1 − 1                                               | Ierland                                             | Vriendschappelijk                                   |
| 7                                                   | 10.06.2014                                          | Ierland                                             | 1 − 5                                               | Portugal                                            | Vriendschappelijk                                   |
| 8                                                   | 03.09.2014                                          | Ierland                                             | 2 − 0                                               | Oman                                                | Vriendschappelijk                                   |
| 9                                                   | 07.09.2014                                          | Georgië                                             | 1 − 2                                               | Ierland                                             | EK-kwalificatie                                     |
| 10                                                  | 11.10.2014                                          | Ierland                                             | 7 − 0                                               | Gibraltar                                           | EK-kwalificatie                                     |
| 11                                                  | 14.10.2014                                          | Duitsland                                           | 1 − 1                                               | Ierland                                             | EK-kwalificatie                                     |
| 12                                                  | 14.11.2014                                          | Schotland                                           | 1 − 0                                               | Ierland                                             | EK-kwalificatie                                     |
| 13                                                  | 18.11.2014                                          | Ierland                                             | 4 − 1                                               | Verenigde Staten                                    | Vriendschappelijk                                   |
| 14                                                  | 29.03.2015                                          | Ierland                                             | 1 − 1                                               | Polen                                               | EK-kwalificatie                                     |
| 15                                                  | 07.06.2015                                          | Ierland                                             | 0 − 0                                               | Engeland                                            | Vriendschappelijk                                   |
| 16                                                  | 13.06.2015                                          | Ierland                                             | 1 − 1                                               | Schotland                                           | EK-kwalificatie                                     |
| 17                                                  | 04.09.2015                                          | Gibraltar                                           | 0 − 4                                               | Ierland                                             | EK-kwalificatie                                     |
| 18                                                  | 07.09.2015                                          | Ierland                                             | 1 − 0                                               | Georgië                                             | EK-kwalificatie                                     |
| 19                                                  | 08.10.2015                                          | Ierland                                             | 1 − 0                                               | Duitsland                                           | EK-kwalificatie                                     |
| 20                                                  | 11.10.2015                                          | Polen                                               | 2 − 1                                               | Ierland                                             | EK-kwalificatie                                     |
| 21                                                  | 13.11.2015                                          | Bosnië en Her.                                      | 1 − 1                                               | Ierland                                             | EK-kwalificatie                                     |
| 22                                                  | 16.11.2015                                          | Ierland                                             | 2 − 0                                               | Bosnië en Her.                                      | EK-kwalificatie                                     |
| 23                                                  | 25.03.2016                                          | Ierland                                             | 1 − 0                                               | Zwitserland                                         | Vriendschappelijk                                   |
| 24                                                  | 29.03.2016                                          | Ierland                                             | 2 − 2                                               | Slowakije                                           | Vriendschappelijk                                   |
| 25                                                  | 27.05.2016                                          | Ierland                                             | 1 − 1                                               | Nederland                                           | Vriendschappelijk                                   |
| 26                                                  | 31.05.2016                                          | Ierland                                             | 1 − 2                                               | Wit-Rusland                                         | Vriendschappelijk                                   |
| 27                                                  | 13.06.2016                                          | Ierland                                             | 1 − 1                                               | Zweden                                              | EK 2016                                             |
| 28                                                  | 18.06.2016                                          | België                                              | 3 – 0                                               | Ierland                                             | EK 2016                                             |
| 29                                                  | 22.06.2016                                          | Italië                                              | 0 – 1                                               | Ierland                                             | EK 2016                                             |
| 30                                                  | 26.06.2016                                          | Frankrijk                                           | 2 – 1                                               | Ierland                                             | EK 2016                                             |
| 31                                                  | 31.08.2016                                          | Ierland                                             | 4 – 0                                               | Oman                                                | Vriendschappelijk                                   |
| 32                                                  | 05.09.2016                                          | Servië                                              | 2 – 2                                               | Ierland                                             | WK-kwalificatie                                     |
| 33                                                  | 06.10.2016                                          | Ierland                                             | 1 – 0                                               | Georgië                                             | WK-kwalificatie                                     |
| 34                                                  | 09.10.2016                                          | Moldavië                                            | 1 – 3                                               | Ierland                                             | WK-kwalificatie                                     |
| 35                                                  | 12.11.2016                                          | Oostenrijk                                          | 0 – 1                                               | Ierland                                             | WK-kwalificatie                                     |
| 36                                                  | 24.03.2017                                          | Ierland                                             | 0 – 0                                               | Wales                                               | WK-kwalificatie                                     |
| 37                                                  | 28.03.2017                                          | Ierland                                             | 0 – 1                                               | IJsland                                             | Vriendschappelijk                                   |
| 38                                                  | 01.06.2017                                          | Mexico                                              | 3 – 1                                               | Ierland                                             | Vriendschappelijk                                   |
| 39                                                  | 04.06.2017                                          | Ierland                                             | 3 – 1                                               | Uruguay                                             | Vriendschappelijk                                   |
| 40                                                  | 11.06.2017                                          | Ierland                                             | 1 – 1                                               | Oostenrijk                                          | WK-kwalificatie                                     |
| 41                                                  | 02.09.2017                                          | Georgië                                             | 1 – 1                                               | Ierland                                             | WK-kwalificatie                                     |
| 42                                                  | 05.09.2017                                          | Ierland                                             | 0 – 1                                               | Servië                                              | WK-kwalificatie                                     |
| 43                                                  | 06.10.2017                                          | Ierland                                             | 2 – 0                                               | Moldavië                                            | WK-kwalificatie                                     |
| 44                                                  | 09.10.2017                                          | Wales                                               | 0 – 1                                               | Ierland                                             | WK-kwalificatie                                     |
| 45                                                  | 11.11.2017                                          | Denemarken                                          | 0 – 0                                               | Ierland                                             | WK-kwalificatie                                     |
| 46                                                  | 14.11.2017                                          | Ierland                                             | 1 – 5                                               | Denemarken                                          | WK-kwalificatie                                     |

## Erelijst
Als speler
| Competitie                     |                    |                    |                    |                    |
| Competitie                     | Aantal             | Jaren              |                    |                    |
| Lisburn Distillery             | Lisburn Distillery | Lisburn Distillery | Lisburn Distillery | Lisburn Distillery |
| ------------------------------ | ------------------ | ------------------ | ------------------ | ------------------ |
| Irish Cup                      | 1x                 | 1970/71            |                    |                    |
| Nottingham Forest              |                    |                    |                    |                    |
| Continentaal                   |                    |                    |                    |                    |
| European Cup                   | 2x                 | 1978/79, 1979/80   |                    |                    |
| European Super Cup             | 1x                 | 1979               |                    |                    |
| Anglo-Scottish Cup             | 1x                 | 1977               |                    |                    |
| Nationaal                      |                    |                    |                    |                    |
| Football League First Division | 1x                 | 1977/78            |                    |                    |
| Football League Cup            | 2x                 | 1977/78, 1978/79   |                    |                    |
| FA Charity Shield              | 1x                 | 1978               |                    |                    |

| Competitie                | Winnaar       | Winnaar       | Runner-up     | Runner-up     | Derde         | Derde         |
| Competitie                | Aantal        | Jaren         | Aantal        | Jaren         | Aantal        | Jaren         |
| Noord-Ierland             | Noord-Ierland | Noord-Ierland | Noord-Ierland | Noord-Ierland | Noord-Ierland | Noord-Ierland |
| ------------------------- | ------------- | ------------- | ------------- | ------------- | ------------- | ------------- |
| British Home Championship | 2x            | 1980, 1984    |               |               |               |               |

Als trainer
| Competitie                               |                   |                           |                   |                   |
| Competitie                               | Aantal            | Jaren                     |                   |                   |
| Wycombe Wanderers                        | Wycombe Wanderers | Wycombe Wanderers         | Wycombe Wanderers | Wycombe Wanderers |
| ---------------------------------------- | ----------------- | ------------------------- | ----------------- | ----------------- |
| Football Conference                      | 1x                | 1992/93                   |                   |                   |
| FA Trophy                                | 2x                | 1990/91, 1992/93          |                   |                   |
| Football League Third Division play-offs | 1x                | 1993/94                   |                   |                   |
| Conference League Cup                    | 1x                | 1991/92                   |                   |                   |
| Football Conference Shield               | 3x                | 1991/92, 1992/93, 1993/94 |                   |                   |
| Leicester City                           |                   |                           |                   |                   |
| Football League First Division play-offs | 1x                | 1995/96                   |                   |                   |
| Football League Cup                      | 2x                | 1996/97, 1999/00          |                   |                   |
| Celtic                                   |                   |                           |                   |                   |
| Scottish Premier League                  | 3x                | 2000/01, 2001/02, 2003/04 |                   |                   |
| Scottish Cup                             | 3x                | 2000/01, 2003/04, 2004/05 |                   |                   |
| Scottish League Cup                      | 1x                | 2000/01                   |                   |                   |

Individueel
- Premier League Manager of the Month: september 1997, oktober 1998, november 1999, april 2007, november 2007, december 2008, april 2010, december 2011
- Scottish Premier League Manager of the Month: augustus 2000, december 2000, februari 2001, augustus 2001, april 2002, november 2002, oktober 2003, november 2003, januari 2005
- Scottish Football Writers' Association Manager of the Year: 2000/01, 2001/02, 2003/04